# Fernando I, Grão-Duque da Toscana
Fernando de Médici (em italiano:  Ferdinando de' Medici; 30 de julho de 1549 — 3 de fevereiro de 1609) foi um cardeal e nobre italiano, que renunciou à vida eclesiástica para suceder a seu irmão, Francisco I, como Grão-Duque da Toscana.

## Biografia
Era o quarto filho de Cosme I de Médici com Leonor Álvarez de Toledo, filha de Pedro Álvarez de Toledo, na época Vice-rei de Nápoles, portanto, descendente da poderosa família Médici e dos duques de Alba. Por não ser o primogênito (era seu irmão mais velho Francisco de Médici), sua educação e vida foram dedicadas às religião. Assim, aos 13 anos, foi criado cardeal.

## Cardinalato
Criado cardeal-diácono no consistório de 6 de janeiro de 1563, recebeu o barrete cardinalício e a diaconia de S. Maria em Domnica, em 15 de maio de 1565. Foi nomeado legado em Perúgia, entre 1571 e 1588. Foi nomeado cardeal protetor da Espanha. Passou para a diaconia de S. Eustáquio, em 10 de maio de 1585 e para a diaconia de S. Maria in Via Lata, em 7 de janeiro de 1587, tornando-se cardeal Protodiácono. Dessa forma, coroou ao Papa Sisto V.
Até o advento do Papa Urbano VIII, cardeais não eram obrigados a se tornar clérigos ordenados, embora a maioria fossem ordenados das santas ordens de diácono, sacerdote ou bispo. Assim, o título e poder associado com o título se tornou bastante cobiçado.

## Conclaves
- Conclave de 1565-1566 - participou da eleição do Papa Pio V.
- Conclave de 1572 - participou da eleição do Papa Gregório XIII.
- Conclave de 1585 - participou da eleição do Papa Sisto V.

## Grão-duque
Com a morte de seu irmão Francisco, grão-duque da Toscana, sem sucessores masculinos, o cardeal subiu ao trono como Grão-duque da Toscana e duque de Siena, em 19 de outubro de 1587 e pediu ao Papa Sisto V para aceitar sua renúncia ao cardinalato, a fim de assegurar a sucessão, apresentada em 28 de novembro de 1588. Casou-se com Cristina de Lorena, em 5 de maio de 1589.
De muitas maneiras, Fernando era o oposto de seu irmão que o precedera. Acessível e generoso, ele partiu para governar de forma suave. Restabeleceu o sistema de justiça e estava genuinamente preocupado com o bem-estar de seus súditos. Durante seu reinado, Toscana reviveu e recuperou a independência da qual seu irmão tinha desistido.
Fernando promoveu o comércio e ganhou grande riqueza através dos bancos dos Médici, que foram estabelecidos em todas as principais cidades da Europa. Ele promulgou um edito de tolerância para judeus e hereges, e Livorno se tornou um refúgio para os judeus espanhóis, expulsos da Península Ibérica em 1492 pelo Decreto de Alhambra, bem como outros estrangeiros perseguidos. Ele estabeleceu a Imprensa Oriental Médici (Medicea Typographia), que publicou vários livros na escrita árabe.
Ele melhorou a porto Cosimo, tinha construído e desviado parte do fluxo do rio Arno em um canal chamado de Naviglio, que ajudou o comércio entre Florença e Pisa. Ele promoveu um projeto de irrigação no Val di Chiana, o que permitiu as planícies ao redor de Pisa e Fucecchio e no Val di Nievole serem cultivadas.
Sua política externa tentou livrar Toscana da dominação espanhola. Após o assassinato de Henrique III da França em 1589, ele apoiou Henrique IV da França em sua luta pela Liga Católica. Fernando emprestou dinheiro a Henrique e encorajou-o a se converter ao catolicismo, que ele acabou fazendo. Fernando também usou sua influência com o Papa para levá-lo a aceitar a conversão de Henrique.
Henrique não mostrou apreço por esses favores e Fernando deixou o relacionamento esfriar, mantendo a sua independência. Apoiou Filipe II de Portugal em sua campanha na Argélia e o Sacro Imperador Romano em sua contra os turcos. Para estas empresas, ele achou necessário aumentar os impostos sobre seus súditos. Finalmente, obteve a investidura formal de Siena, que seu pai tinha conquistado.
Fernando também reforçou a frota da Toscana, e viu vitórias contra os piratas na costa da Berbéria, em 1607, e contra uma frota turca superior no ano seguinte.
Ele também sonhou com um pequeno império Africano, e, em seguida, considerou a possibilidade de uma colônia no Brasil. Fernando organizou uma expedição em 1608 sob o comando do capitão Thornton para o norte do Brasil e do rio Amazonas, a fim de criar uma colônia.
Ao morrer, em 22 de fevereiro de 1609, sucedeu-lhe o filho mais velho Cosme II de Médici como grão-duque. Jaz sepultado na Capela dos Médici, na Basílica de São Lourenço, em Florença.
Por seus laços familiares, foi o pai do cardeal Carlos de Médici  (1615), e tio-avô dos cardeais João Carlos de Médici (1644) e Leopoldo de Médici (1667).

## Descendência
Fernando e Cristina tiveram nove filhos:
- Cosme (Cosimo), Grão-Duque da Toscana, casou com Maria Madalena de Áustria, irmã do imperador Fernando II;
- Leonor (Eleanora);
- Catarina (Caterina), casou com Fernando I Gonzaga, duque de Mântua;
- Francisco (Francesco), Príncipe de Capestrano, morreu aos 20 anos;
- Carlos (Carlo), cardeal;
- Filipino (Filippino), morreu com 4 anos;
- Lourenço (Lorenzo);
- Maria Madalena (Maria Maddalena), nascida disforme, passa a vida num mosteiro;
- Cláudia (Claudia) 1604 - 1648) casou com Frederico Ubaldo Della Rovere, Duque de Urbino e, em segundas núpcias, com o arquiduque Leopoldo V da Áustria.